# Zuidelijk oranje zandoogje
Het zuidelijk oranje zandoogje (Pyronia cecilia) is een vlinder uit de onderfamilie Satyrinae en de familie Nymphalidae.
De vlinder lijkt veel op het oranje zandoogje, maar heeft in tegenstelling tot die vlinder geen oogvlekjes op de onderzijde van de vleugels. De tekening van de onderzijde van de vleugels van het Spaans oranje zandoogje wijkt nog sterker af.
De soort komt voor in het Middellandse Zeegebied. De vlinder vliegt tot hoogtes van 2000 meter boven zeeniveau op grazige hellingen, in open struweel en soms op open plekken in het bos. Als waardplanten worden grassen gebruikt, waarschijnlijk met name ruwe smele. Precies is dit echter niet bekend. De soort vliegt van mei tot september in een of twee jaarlijkse generaties. De rups overwintert.